# Тирар, Пьер Эмманюэль
Пьер Эмманюэль Тирар (фр. Pierre Emmanuel Tirard; 27 сентября 1827, Женева, — 4 ноября 1893, Париж) — французский политический деятель; премьер-министр Франции (председатель совета министров).

## Биография
Пьер Эммануэль Тирар учился в Женеве ювелирному делу, владел ювелирным магазином в Париже. С 1868 года часто выступал на народных собраниях как решительный противник империи. После революции 4 сентября 1870 года был избран мэром 2-го парижского округа; 8 февраля 1871 года избран департаментом Сены в члены Национального собрания. 26 марта его избрали в коммуну, но вскоре в знак протеста против её направления сложил с себя полномочия, а через несколько дней вынужден был спасаться бегством в Версаль от угрожавшего ему в революционном Париже ареста.
Тирар занял в национальном собрании крайне левую позицию; произнес несколько выдающихся речей по финансовым вопросам, о свободе печати и др.; голосовал против мира, за сохранение торговых договоров и за конституцию 1875 года. С 1876 по 1887 год был депутатом, затем перешёл в сенат; как в палате депутатов, так и в сенате принадлежал к «республиканской левой» фракции. Особенно охотно выступал по финансовым и торговым вопросам, причем являлся сторонником свободной торговли; однако, заняв пост министра, уже в феврале 1880 года говорил о вреде подчинения какой-либо доктрине — и действительно, несмотря на продолжительное занятие министерских постов, сделал для свободной торговли очень мало.
Оппортунистический характер фракции, к которой принадлежал Тирар и который был и его личной чертой, давал ему возможность работать совместно с самыми различными элементами — как со сторонниками свободной торговли, так и с противниками, и заставлял его подвигаться все более и более направо.
С 1879 по ноябрь 1881 года Тирар был министром торговли в кабинетах Фрейсине и Ферри, с января по август 1882 года — во втором кабинете Фрейсине, с августа 1882 по март 1885 года — министром финансов в кабинетах Дюклерка, Фальера и Ферри. С 1887 по апрель 1888 года и с февраля 1889 по март 1890 года Тирар стоял во главе кабинета, в первый раз — как министр финансов, во второй — как министр торговли.
Кабинет Тирара вёл ожесточённую борьбу с генералом Буланже; ловкими, не всегда честными маневрами заставил его бежать из Франции, чем подорвал его влияние, и провел процесс против Буланже, Рошфора и Диллона по обвинению в государственной измене. Он же не без серьёзных нарушений законности руководил выборами 1889 года, нанесшими непоправимый удар генералу Буланже.
При нём в Париже состоялась Всемирная выставка, устроенная в столетний юбилей Великой Французской революции. 14 декабря 1892 года Тирар вступил в кабинет Рибо на пост министра финансов вместо Рувье, вышедшего в отставку вследствие разоблачений по Панамскому делу, и оставался в этой должности до отставки кабинета в апреле 1893 года.
В феврале 1893 года состоялся последний крупный успех Тирара: его речь в палате депутатов в защиту управления сберегательных касс против нападок правых была расклеена во всех общинах Франции по постановлению, принятому громадным большинством палаты депутатов.
В 1868 году Тирар издал брошюру «Du développement de la bijouterie et de l’orfè vrerie» («О развитии ювелирного дела и о ювелирах»). В октябре 1871 года его секретарь Фредерик Даме (Damé) опубликовал книгу, целиком внушённую Тираром: «La résistance, les maires de Paris et le comité central du 18 au 26 mars 1871» («Сопротивление, мэры Парижа и Центральный комитет с 18 по 26 марта 1871 года»). Эта книга дает ценный материал для истории Парижской коммуны, несмотря на враждебное отношение к ней.
| Начало           | Окончание        | Должность | Председатель совета министров |
| ---------------- | ---------------- | --- | ----------------------------- |
| 28 декабря 1879  | 19 сентября 1880 | министр сельского хозяйства и торговли                                                                                             | Шарль де Фрейсине (1)         |
| 23 сентября 1880 | 10 ноября 1881   | министр сельского хозяйства и торговли                                                                                             | Жюль Ферри (1)                |
| 30 января 1882   | 29 июля 1882     | министр торговли | Шарль де Фрейсине (2)         |
| 7 августа 1882   | 28 января 1883   | министр финансов | Шарль Дюклерк                 |
| 29 января 1883   | 17 февраля 1883  | министр финансов | Арман Фальер                  |
| 21 февраля 1883  | 30 марта 1885    | министр финансов | Жюль Ферри (2)                |
| 11 декабря 1887  | 30 марта 1888    | председатель совета министров министр финансов                                                                                     | Пьер Тирар (1)                |
| 22 февраля 1889  | 13 марта 1890    | председатель совета министров министр торговли и промышленности затем (с 14 марта 1889) министр торговли, промышленности и колоний | Пьер Тирар (2)                |
| 13 декабря 1892  | 10 января 1893   | министр финансов | Александр Рибо (1)            |
| 11 января 1893   | 30 марта 1893    | министр финансов | Александр Рибо (2)            |